# Landaff
Landaff ist der Name einer Town im Grafton County von New Hampshire, einem der Neuenglandstaaten der USA. Das U.S. Census Bureau hat bei der Volkszählung 2020 eine Einwohnerzahl von 446 ermittelt. Infolge ausgebliebener Besiedlung nach der ersten Landzuteilung wurde das Land erneut vergeben und als Eigentum des Dartmouth College als unabhängige Gemeinde registriert. Nach der Revolution ging das Land in die Hände der ursprünglichen Eigentümer zurück, die dafür dem College eine Ablöse zahlten. Der östliche Teil Landaffs wurde später unter dem Namen Easton eine eigenständige Gemeinde.

## Geographie

### Lage
Landaff liegt im Norden von Grafton County am Westrand der White Mountains.

### Nachbargemeinden
Angrenzend liegen im Norden Lisbon und Sugar Hill, im Osten Easton, im Süden Benton und im Westen Bath.

### Gemeindegliederung
Neben Landaff Center Jericho, Ireland und Jockey Hill. Whitcherville ist ein ehemaliger Postort im Süden von Landaff.

### Berge
Die höchste Erhebung in Landaff ist die Moody Ledge mit 709 Metern, gefolgt von Cobble Hill, 704 Meter und Green Mountain mit 667 Metern. Der ehemals als Landaff Mountain bekannte Cooley Hill liegt seit der Gemeindetrennung in Easton.

### Gewässer
Der größte Teil von Sugar Hill entwässert über den Mill Brook zum Ammonoosuc River in Lisbon. Im Süden wird das Gemeindegebiet vom Wild Ammonoosuc River durchflossen. Chandler Pond, in der Mitte von Landaff, entstand durch Aufstauung im 20. Jahrhundert.

## Geschichte
Landaff wurde zuerst 1764 eingerichtet. Der Name wurde zu Ehren des Hofkaplans von Georg III. von England gewählt. Dieser Posten war mit dem Bischof von Llandaff in Wales besetzt. 1770 wurde der Grant für ungültig erklärt, da die Bedingungen des Vergabevertrages nicht erfüllt worden waren. Landaff war als Standort für das heutige Dartmouth College vorgeschlagen. Nachdem dieses einen Standort weiter südlich gewählt hatte, wurde der Grant für Landaff erneut unter und mit den üblichen Bedingungen und Vorbehalten vergeben, mit Dartmouth College als alleinigem Eigentümer. Gemäß besagter Bedingungen wurde mit der Besiedelung begonnen, Straßen angelegt und eine Mühle auf Kosten des Kolleges angelegt. 1774 wurde Landaff als eigenständige Gemeinde eingetragen. Nach der Revolution erhoben die ursprünglichen Landeigentümer unter der von Gouverneur John Wentworth für verfallen erklärten Landzuteilung erneut Anspruch auf ihre Ländereien und bezeichneten dessen Erklärung als illegal. Das College musste letztlich 1791 auf seine Ansprüche verzichten. Zum Ausgleich erhielt es gut 40.000 acres Land am Connecticut River.
Landaff war in seiner ursprünglichen Bemessung deutlich größer. Nachdem es um einen als „Gore“ bezeichneter Teil Lincolns vergrößert worden war, wurden nahezu alle nordwestlich des Ammonoosuc gelegenen Ländereien abgetrennt und gingen an Lisbon. Die größte Veränderung fand statt, als am 20. Juli 1876 der Osten Landaffs mit der Siedlung Eastern Landaff (oder East Landaff) unter dem Namen Easton eine eigenständige Gemeinde wurde. Wie andere Landgemeinden im Hügelland New Hampshires war Landaff zunächst eine durch Subsistenzwirtschaft geprägte, weitgehend auf sich selbst angewiesene Gemeinde, in der alle Familien und Siedler mehr oder weniger auf gleiche Art lebten. Das änderte sich mit dem Aufkommen spezialisierter Farmen. Schafzucht machte die Züchter reich, die Wolle an New Hampshires florierende Textilindustrie verkauften. Andere sahen, wie Spezialisierung zu vermehrtem Wohlstand führte, und konzentrierten sich auf Milchwirtschaft oder Holzfällerei. Die weniger wohlhabenden Farmer arbeiteten für die reicheren, und wieder andere verließen die Heimat und verfolgten ihr Streben nach Wohlergehen anderswo. Besonders nach dem Sezessionskrieg erleichterte die Eisenbahn den Ortswechsel.
Im Jahr 1808 zog der erste ausgebildete Arzt nach South Landaff, John French aus South Hampton. 1822 wohnte er in Bath, ehe er 1857 nach Wisconsin ging. In der Zeit zwischen seiner Ankunft in Landaff und seiner Abwanderung nach Wisconsin brachte er laut einem hinterlassenen Journal 2.336 Kinder zur Welt. Um 1840 bestand in Landaff ein General Store. Im 19. Jahrhundert konnte man in Landaff und den angrenzenden Gemeinden ein Haus bauen und mit den meisten Notwendigkeiten und einigem mehr ausstatten, ohne weiter als bis nach Lisbon zu fahren, das sich für Landaff, Lisbon und Lyme zu einem Geschäftszentrum entwickelt hatte. Ab etwa 1840 veränderte sich die Lebensweise von Landwirtschaft zum Lebensunterhalt zur Erwerbsquelle, und die Zahl landwirtschaftlicher Betriebe nahm langsam ab. Der Prozess hielt bis ins 21. Jahrhundert an.
1853 wurde eine Eisenbahnstrecke durch den äußersten Nordwesten Landaffs gebaut, das jedoch keinen eigenen Bahnhof hatte. Der nächste lag direkt hinter der Gemeindegrenze in Lisbon Village. Um 1859 waren die Einwohner zumeist landwirtschaftlich tätig, es gab daneben neun Mühlen unterschiedlicher Art und drei Stärkefabriken. Daneben wurde Ahornzucker hergestellt. Landaff hatte zwei Postämter, Landaff und East Landaff, und zwei Kirchen, baptistisch und methodistisch. Die Gemeinde war in neun Schulbezirke unterteilt. Neben Weizen, Mais, Hafer und Gerste wurden Kartoffeln angebaut. Landaff war eine der Gemeinden mit der größten Kartoffelernte im County. 1875 wird die Menge der hergestellten Kartoffelstärke mit 344 Tonnen angegeben, für die 75.000 Bushel Kartoffeln verbraucht wurden. Weitere Produkte waren 2.950.000 Fuß Bretter und andere Sägeprodukte, 450.000 Fassadenbretter, und 880.000 Schindeln, ferner 200 Tonnen gebrannter Kalk sowie 45.800 Pfund Ahornzucker. An den zehn Schulen der Gemeinde wurde an durchschnittlich siebzehn Wochen pro Jahr unterrichtet.
1885 gab es noch sieben Schulbezirke. Bevölkerungsrückgang hatte Zusammenlegungen erforderlich gemacht. Von 123 Schülern verfolgten 20 einen höheren Abschluss, unterrichtet von einem Lehrer und acht Lehrerinnen. Nachdem das Postamt in Eastern Landaff infolge der Abspaltung dasjenige von Easton geworden war, wurde 1883 in Witcherville am Wild Ammonoosuc ein zweites Postamt eröffnet. Das Amt war bis 1893 in Betrieb. Nach dem Aufkommen des Automobils gab es in Landaff in den 20er Jahren des 20. Jahrhunderts eine Werkstatt. Durch den Hurrikan von 1938 wurde Landaff schwer in Mitleidenschaft gezogen. Das angefallene Sturmholz in Landaff wurde vom United States Forest Service aufgekauft. Bis eine Sägemühle gebaut werden konnte, um die Stämme zu sägen, wurde als Lagerstätte der Chandler Pond am Mill Brook aufgestaut.
Wie auch in anderen Gemeinden der Umgebung kam es in Landaff zu einem Rückgang der Bevölkerung, gefolgt von einer Abnahme von Milchproduktion, Holzfällerei und vor allem nach Aufkommen des Automobils zum Niedergang der Eisenbahn und zu Verlusten bei den kleineren, ortsansässigen Geschäften und dem örtlichen Geschäftsauskommen. Um 1940 brachten Schulkinder auf dem Weg in die Schule die Milch der Familienfarm zur Molkerei. Zur gleichen Zeit gab es noch eine letzte Schafherde. 2020 beendete die letzte Milchfarm in Landaff ihre Lieferungen. Um 1840 hatte Landaff einen eigenen General Store, in den 1920er Jahren eine Werkstatt für das neue Automobil. Um 1940 war Lisbon unter anderem auf die Kundschaft aus Landaff zum Erhalt seines Geschäftszentrums angewiesen.

### Witcherville
In Witcherville (auch Whitcherville) am Wild Ammonoosuc gab es eine große Sägemühle, die einem Siedler namens Daniel Witcher gehörte. Neben der eigentlichen Säge verfügte die Mühle über Hobelmaschinen für die Produktion von Schindeln und Fassadenbrettern. Außer diesem Betrieb gab es einen Hersteller von Spulen, eine Gerberei, Stärkefabrik, Schmiede, Laden und Wohnhäuser. Zwischen 1860 und 1870 verarbeitete die Stärkefabrik pro Jahr 11.000 Bushel Kartoffeln, die von etwa 50 Farmen in der Umgebung bezogen wurden. Witcherville war im späten 19. Jahrhundert ein Ort von einiger Wichtigkeit. Hierher wurde ein großer Teil des in Landaff, Easton und Benton gefällten Stammholzes mit Pferdegespannen gerückt, um den Wild Ammonoosuc hinunter zum Connecticut geflößt zu werden. 1909 schwammen 10.000.000 Fuß Stammholz den Fluss hinunter. Das letzte Mal fand diese Aktion im Jahr 1911 statt. Danach verlor Witcherville an Bedeutung und verschwand schließlich ganz.

### USDA-Studie
1940 ließ das Büro für Agrikulturökonomie des US-Department of Agriculture in einer Studie sechs unterschiedliche Landgemeinden hinsichtlich ihrer Stabilität als Gemeinde untersuchen. Das eine Ende des Spektrums bildete Sublette in Kansas als Beispiel einer von der Dustbowl betroffenen Gemeinde, das andere die „Old Order Amish“ in Lancaster County in Pennsylvania. Die anderen Gemeinden lagen in ihren Eigenschaften dazwischen, so auch Landaff. Dieses wurde ausgewählt, weil es sich um eine vergleichsweise alte Gemeinde handelte, die sich im Grunde genommen für lange Zeit nicht verändert hatte. Zwei Autoren lebten für vier Monate in Landaff, interviewten die Einwohner und photographierten Landschaft und Farmen, Menschen und Tiere, Häuser, Scheunen und Schulen von innen und außen.

### Bevölkerungsentwicklung
| Jahr      | 1775 | 1790 | 1800 | 1810 | 1820 | 1830 | 1840 | 1850 | 1860 | 1870 |
| --------- | ---- | ---- | ---- | ---- | ---- | ---- | ---- | ---- | ---- | ---- |
| Einwohner | 40   | 292  | 461  | 650  | 769  | 949  | 957  | 948  | 1012 | 882  |
| Jahr      | 1880 | 1890 | 1900 | 1910 | 1920 | 1930 | 1940 | 1950 | 1960 | 1970 |
| Einwohner | 506  | 499  | 500  | 526  | 510  | 469  | 389  | 342  | 289  | 292  |
| Jahr      | 1980 | 1990 | 2000 | 2010 | 2020 | 2030 | 2040 | 2050 | 2060 | 2070 |
| Einwohner | 266  | 349  | 378  | 415  | 446  |      |      |      |      |      |

### Religion
1788 entstand die erste, baptistische Gemeinde. Die dazugehörige Kirche entstand im Jahr 1833. Dazwischen war 1800 eine methodistische Gemeinde gegründet worden, die ihre Kirche 1802 fertigstellte. Diese Kirche wurde 1840 und 1923 durch jeweils durch Neubauten ersetzt. Letztere dient mit Stand 2018 noch als Veranstaltungsstätte und für gelegentliche Gottesdienste der Lisbon-Landaff Shared Ministry. Die Gemeinschaft „Assembly of God“ traf sich zwischenzeitlich in einer Schmiede in Landaff, ehe sie ein Haus in Lisbon erwarb. 1967 entstand die Lisbon-Landaff Shared Ministry aus der Lisbon United Congregational Church und den Lisbon sowie Landaff United Methodist Churches aufgrund von zurückgehenden Besucherzahlen sowie einem Mangel an Predigern. Zunächst teilten sich die Kirchen die Prediger, gehörten aber ihren jeweiligen Gruppierungen in New Hampshire an und hatten ihre eigenen Schatzmeister, Büros und Gemeinderäte. Gottesdienste wurden über das Jahr auf die jeweiligen Kirchgebäude verteilt. Im Laufe der Zeit wurden die Frauengruppen und die Schatzmeistereien zusammengelegt, und die Gottesdienste finden vorwiegend in der White Church in Lisbon statt.

## Wirtschaft und Infrastruktur
Der größte Arbeitgeber in Landaff ist laut Gemeindemitteilung von 2019 ein Holzerntebetrieb mit zwei Mitarbeitern, gefolgt von einem Geschäft für Vorhänge, Gardinen und Zubehör sowie einer Farm. 11,1 % der Beschäftigten arbeiten in Landaff, 10,2 % zu Hause, und 78,7 % arbeiten in anderen Gemeinden in New Hampshire. 10,2 % pendeln in einen anderen Bundesstaat.

### Öffentliche Einrichtungen
Die Aufgaben der Polizei übernehmen in Landaff teils Teilzeitbeschäftigte, teils sind diese der Staatspolizei von New Hampshire übertragen. Als Kontakt gibt die Homepage der Stadt die Polizei in Lisbon an. Es existiert eine Freiwillige Feuerwehr, den medizinische Notdienst besorgt Woodsville Ambulance. Das nächstgelegene Krankenhaus ist das Cottage Hospital, ebenfalls in Woodsville. Wasserver- und Abwasserentsorgung erfolgen privat über Brunnen und Abwassertanks. Müll wird bei Abgabe nach anfallender Menge berechnet, Abgabe von Reststoffen zum Recycling ist freiwillig. Landaff betreibt eine Einraumschule, die 1858 erbaut wurde und in der vom Kindergarten bis zur dritten Klasse unterrichtet wird. Weiterführender Schulbesuch erfolgt im Lisbon Regional Schulverbund.

### Verkehr
Im Jahr 1812 wurde durch legislativen Beschluss der Süden Landaffs in den White Mountain National Forest eingegliedert. In der Folge wurden alle Straßen, die den Norden der Gemeinde mit dem Süden verbanden, gesperrt. Durch Landaff verlaufen entlang des Ammonoosuc die US-302/NH-10 im äußersten Nordwesten und am Wild Ammonoosuc entlang der Südgrenze die NH-112. Keine von beiden Straßen erschließt den Kernort. In Franconia gibt es eine Landepiste mit Grasbahn, die nächstgelegene Asphaltpiste hat der Dean Memorial Airport in Haverhill. Nächstgelegener Flughafen ist der Lebanon Municipal Airport in Lebanon, gut 100 Kilometer entfernt. Auf der Bahnstrecke, die Landaff nur kurz berührt, wurde ein Freizeitweg angelegt.

## Personen
- Harry Chandler (1864–1944), ab 1917 Herausgeber der Los Angeles Times
- Tom Cole (1922–1953)